# MOMOE PREMIUM update
『MOMOE PREMIUM update』（モモエ・プレミアム・アップデート）は、山口百恵のベスト・アルバム。2007年9月30日発売。発売元はソニー・ミュージックダイレクト。Sony Music Shop独占販売。

## 解説
- 2003年に発売された『MOMOE PREMIUM』のアップデート版。
- 店頭販売はされておらず、Sony Music Shopのサイトからの購入のみ。
- 写真集20ページ（『A Face in a Vision』特典）と、レコード、カセット、CD、ビデオ等すべての作品を網羅した初の完全ディスコグラフィーが付いている。
- 『MOMOE PREMIUM』に収録されていない、オリジナルアルバム未収録のシングルA面B面、バージョン違い、ナレーションカット、SEカット、フェードアウト・バージョンなどの音源を収録し、『MOMOE PREMIUM』とセットで持つことにより、山口百恵のスタジオ・レコーディングの曲が全て網羅される。なお、その全てが収録された『Complete MOMOE PREMIUM』も同時発売された（ただし『MOMOE COMPLETE』に収録されたオリジナルカラオケ10曲は未収録）。

## 収録曲

### Disc-1
| No. | タイトル                        | 備考 |
| --- | ------------------------------- | --- |
| 1   | あなたへの子守唄                | 27thシングル「しなやかに歌って」と同時期に制作されたがお蔵入りに。 引退後1982年にベストアルバム『Again 百恵 あなたへの子守唄』に収録。                                            |
| 2   | 子守唄（ララバイ）              | 引退記念映画『古都』の主題歌でサウンドトラックや『百恵・アクトレス伝説』に収録されたが、 アウトロがフェードアウトだった為、香港では発売されていた完全版の日本発売が待たれていた。 |
| 3   | 一恵                            | 32ndシングル。オリジナルアルバム未収録。 |
| 4   | ロックンロール・ウィドウ        | シングル・バージョンはオリジナルアルバム未収録。 |
| 5   | アポカリプス・ラブ              | シングル・バージョンはオリジナルアルバム未収録。 |
| 6   | 謝肉祭                          | 29thシングル。オリジナルアルバム未収録。 |
| 7   | イントロダクション・春          | 「謝肉祭」のB面。オリジナルアルバム未収録。 |
| 8   | シニカル                        | 26thシングル「愛の嵐」のB面。オリジナルアルバム未収録。 |
| 9   | スキャンダル（愛の日々）        | 24thシングル「いい日旅立ち」のB面。オリジナルアルバム未収録。 |
| 10  | 落葉の里                        | 23rdシングル「絶体絶命」のB面。オリジナルアルバム未収録。 |
| 11  | 賭け                            | 22ndシングル「プレイバックPart2」のB面。オリジナルアルバム未収録。 |
| 12  | プレイバックPart1               | 1978年6月発売のベストアルバム『THE BEST プレイバック』に収録。 |
| 13  | たそがれ祭り                    | 1978年6月発売のベストアルバム『THE BEST プレイバック』に収録。 |
| 14  | 乙女座 宮                       | シングル・バージョンはオリジナルアルバム未収録。 |
| 15  | 視線上のアリア                  | 21stシングル「乙女座 宮」のB面。オリジナルアルバム未収録。 |
| 16  | 赤い絆 (レッド・センセーション) | 20thシングル。オリジナルアルバム未収録。 |
| 17  | 口約束                          | 「赤い絆 (レッド・センセーション)」のB面。オリジナルアルバム未収録。 |

### Disc-2
| No. | タイトル                 | 備考 |
| --- | ------------------------ | --- |
| 1   | イミテイション・ゴールド | シングル・バージョンはオリジナルアルバム未収録。 |
| 2   | 夢先案内人               | 17thシングル。オリジナルアルバム未収録。 |
| 3   | 春に吹かれて             | 「夢先案内人」のB面。オリジナルアルバム未収録。 |
| 4   | 初恋草紙                 | 16thシングル。オリジナルアルバム未収録。 |
| 5   | 初恋時代                 | 花の高2トリオ主演映画『初恋時代』主題歌で歌も3人によるものだが、 1976年6月発売のベストアルバム『Best of Best 山口百恵のすべて』に百恵ソロ・バージョンが収録。                                                            |
| 6   | ちっぽけな感傷           | シングル・バージョンはオリジナルアルバム未収録。 |
| 7   | おかしな恋人             | 「青い果実」のB面。オリジナルアルバム未収録。 |
| 8   | ひと夏の経験             | アルバム『15歳のテーマ ひと夏の経験』ではナレーションが被っている為、ナレーション・カットを収録。 |
| 9   | ちっぽけな感傷（新編曲） | アルバム『15才』のナレーション・カット・バージョン。 |
| 10  | 名前のない時間           | アルバム『15才』のナレーション・カット・バージョン。 |
| 11  | 慕情                     | アルバム『15才』のナレーション・カット・バージョン。 |
| 12  | 伊豆の踊子               | アルバム『15才』のナレーション・カット・バージョン。 |
| 13  | 野菊の墓                 | アルバム『15才』のナレーション・カット・バージョン。 |
| 14  | たけくらべ               | アルバム『15才』のナレーション・カット・バージョン。 |
| 15  | 誰も愛せない             | アルバム『15才』のナレーション・カット・バージョン。 |
| 16  | 少年の海                 | アルバム『16才のテーマ』のナレーション・カット・バージョン。 |
| 17  | 炎の前で                 | アルバム『16才のテーマ』のナレーション・カット・バージョン。 |
| 18  | 美え貝                   | アルバム『16才のテーマ』のナレーション・カット・バージョン。 |
| 19  | お菓子職人               | エンディング・フェードアウト・バージョン。 |
| 20  | 飛騨の吊り橋             | イントロ・フェードイン・バージョン。 アルバム『花ざかり』ではイントロがフェードインだったが、 『MOMOE PREMIUM』にはイントロ・カットインで収録された為、 『Complete MOMOE PREMIUM』には元のイントロ・フェードインで収録。 |
| 21  | ドライフラワー           | エンディングSEカットで収録。 |
| 22  | E=MC2                    | イントロ・クロス・カットで収録。 |

## 関連作品
- MOMOE PREMIUM
- Complete MOMOE PREMIUM
- MOMOE LIVE PREMIUM